# Mike Godwin
Wayne Michael (Mike) Godwin (Houston, Texas, 26 d'octubre de 1956) és un advocat estatunidenc conegut pel seu enunciat contra l'analogia nazi. Va treballar com a assessor de l'Electronic Frontier Foundation (EFF) i després per a la Fundació Wikimedia. El març de 2011 va ser elegit membre de la junta de l'Open Source Initiative.